# Acanthopetalum kosswigi
Acanthopetalum kosswigi är en mångfotingart som beskrevs av Karl Wilhelm Verhoeff 1940. Acanthopetalum kosswigi ingår i släktet Acanthopetalum och familjen Schizopetalidae. Inga underarter finns listade i Catalogue of Life.